# Provodov
Provodov je obec v okrese Zlín ve Zlínském kraji. Žije zde 784 obyvatel. Provodov leží ve Vizovické vrchovině, mezi Vizovicemi, Luhačovicemi a Zlínem, v kraji, kterému se říká Luhačovické Zálesí. Na jihu obec sousedí s osadou Pradlisko.
Součástí obce jsou také osady Malenisko a Na Lhotách.

## Historie
Provodov vznikl pozdní kolonizací zalesněného území, náležejícího ke světlovskému panství. První písemná zmínka o obci pochází z roku 1412 (super villis Prowodow). Provodov je zde jmenován jako obec náležející ke hradu Světlov (dnes Starý Světlov).
Legenda uvádí, že obec dostala jméno podle toho, že její obyvatelé se kromě zemědělství živili i jako doprovod pocestných přes obtížně schůdné hory. Pravděpodobnější však je, že jméno bylo odvozeno od rodového jména Provod nebo Provoda. Osada byla několikrát vypleněna tatarskými nájezdníky.
Po přikoupení Luhačovic ke Světlovu roku 1629 byl Provodov začleněn do luhačovického panství. Majitel, hrabě Wolfgang Serényi dal roku 1735 nad vodním pramenem na návrší zvaném Malenisko vystavět zděný jednolodní poutní chrám Panny Marie.

## Obyvatelstvo
| Rok            | 1869 | 1880 | 1890 | 1900 | 1910 | 1921 | 1930 | 1950 | 1961 | 1970 | 1980 | 1991 | 2001 | 2011 | 2021 |
| -------------- | ---- | ---- | ---- | ---- | ---- | ---- | ---- | ---- | ---- | ---- | ---- | ---- | ---- | ---- | ---- |
| Počet obyvatel | 693  | 707  | 711  | 790  | 893  | 826  | 822  | 928  | 987  | 952  | 865  | 774  | 778  | 768  | 771  |
| Počet domů     | 118  | 130  | 136  | 141  | 150  | 150  | 161  | 187  | 209  | 222  | 221  | 257  | 272  | 283  | 304  |

## Obecní správa

### Obecní symboly
Znak a vlajka byly obci uděleny rozhodnutím předsedkyně Poslanecké sněmovny Parlamentu České republiky dne 26. května 2011.

## Pamětihodnosti
- Slovákova komora
- Hřbitov (vzorně udržovaný) na kterém je pohřben spisovatel František Müller (1910–1985).[9]
- Poutní kostel Panny Marie Sněžné z roku 1750 nad obcí, na poutním místě zvaném Malenisko. Poblíž je pramen a od kostela vede křížová cesta na vrchol hřebene.
- Budova fary z roku 1761 (nejstarší dochované stavení na katastru Provodova).
- Socha svatého Jana Nepomuckého, datovaná letopočtem 1774, na podstavci také rytý letopočet opravy 1927
- Kříž (Boží muka), u fary; kamenný sloup z 18. století původně nesl mariánskou sochu, po její ztrátě na něj byl osazen novodobý kříž.[10]
- Zřícenina hradu Rýsov, archeologickými nálezy keramických zlomků datována do poloviny 13. století, písemná zmínka z roku 1518 již uvádí hrad jako pustý[11][[]].
- Zřícenina hradu Starý Světlov.
- Přírodní památka Čertův kámen, nedaleko obce

## Kultura
- Zdejší dechová kapela Provodovjané[12] vystupuje po celé republice, zpívá s ní mj. hudebník a výtvarník František Skála.

## Sport
V obci je činný fotbalový klub FC RAK Provodov.

## Galerie

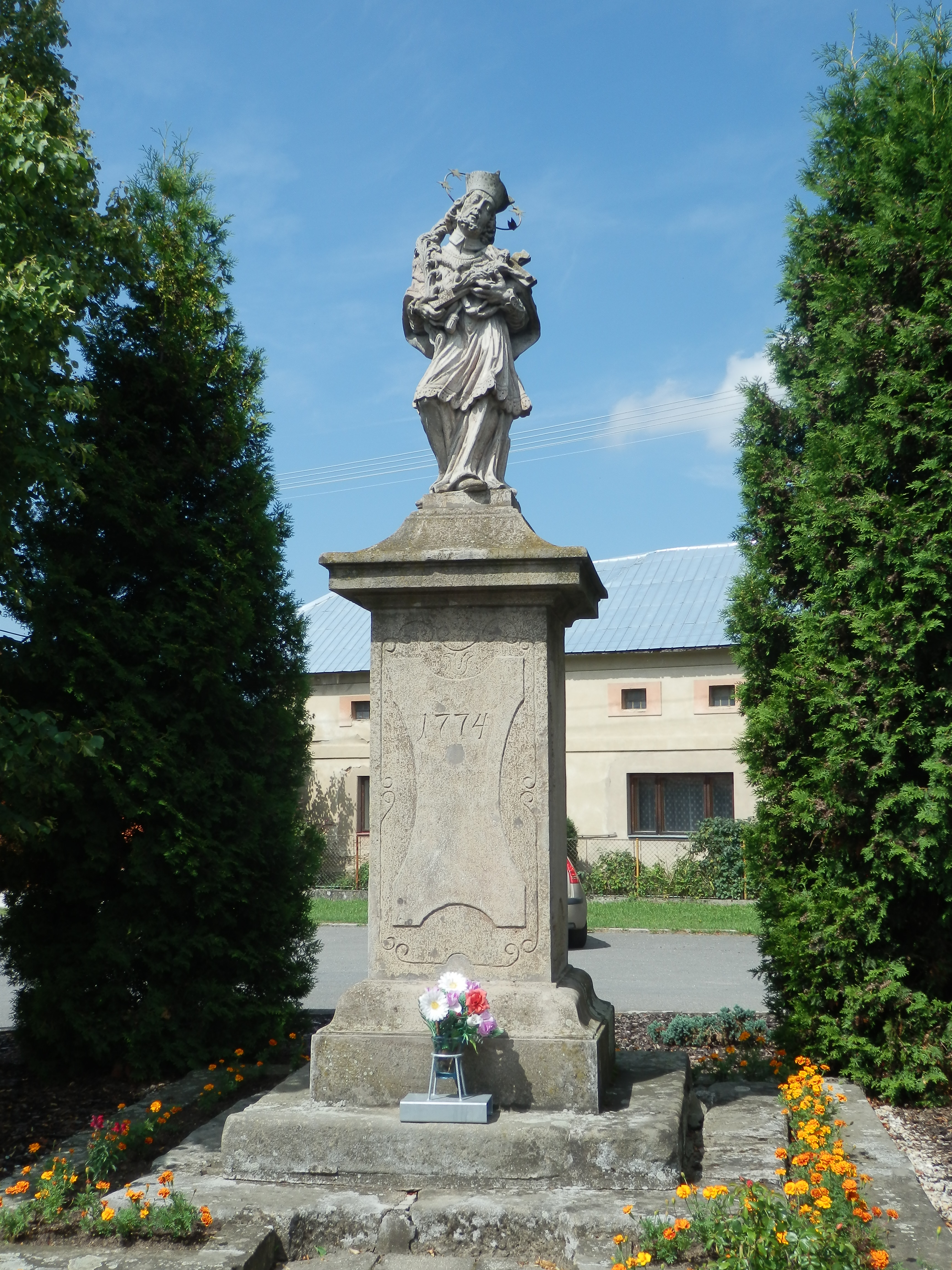
Socha svatého Jana Nepomuckého na návsi
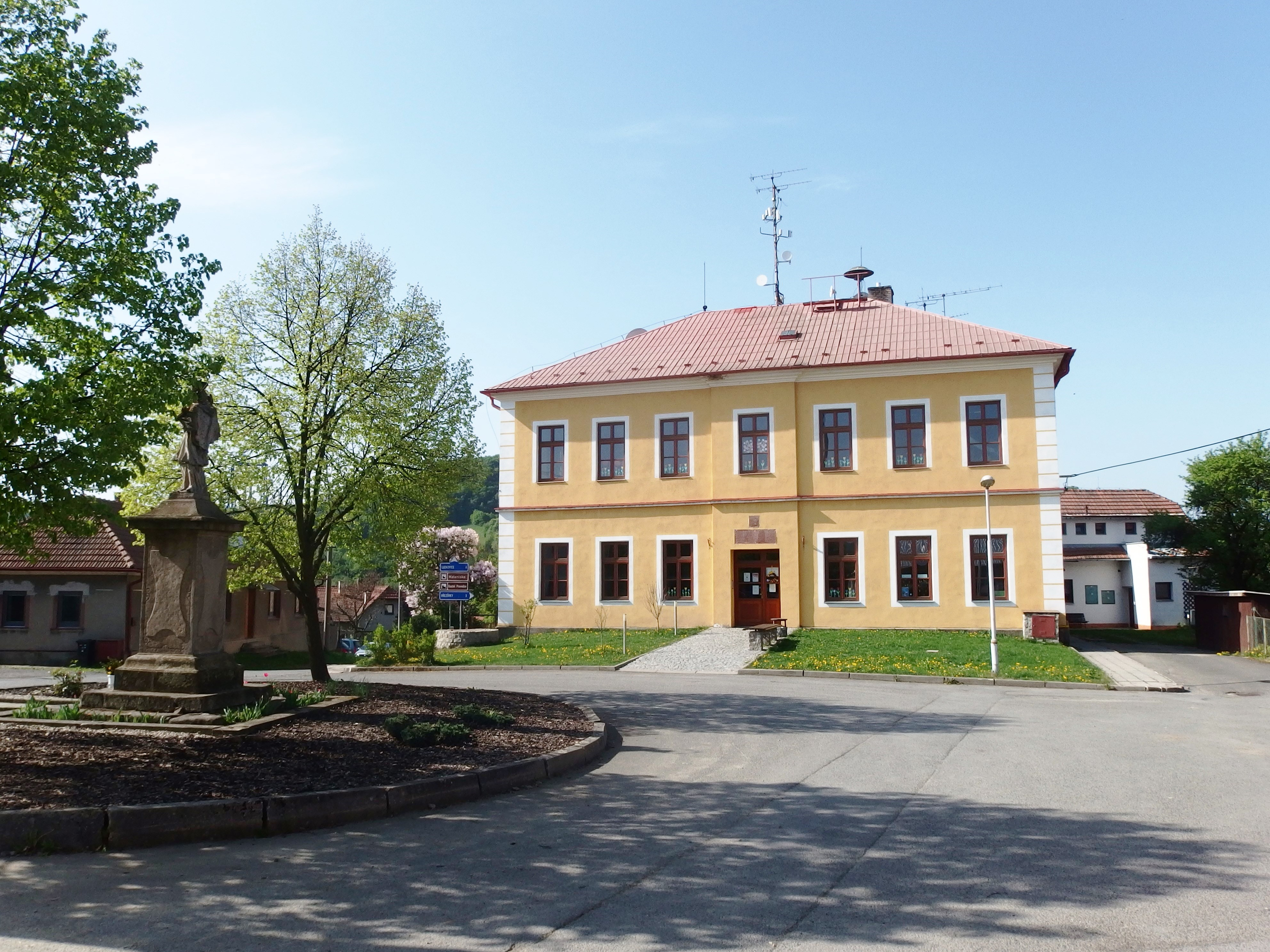
ZŠ Provodov
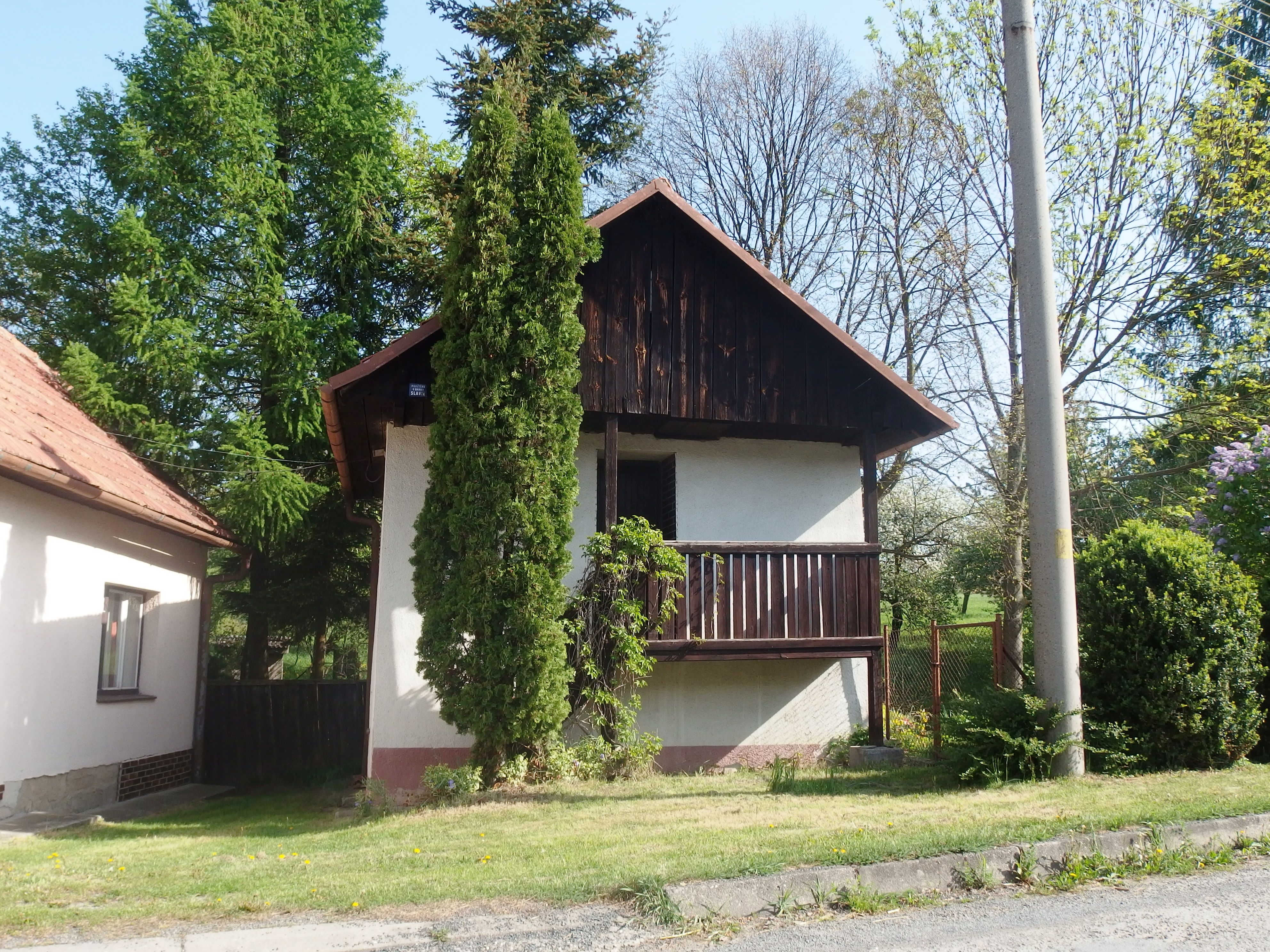
Zděná patrová komora s dřevěnou pavlačí u usedlosti č. p. 38
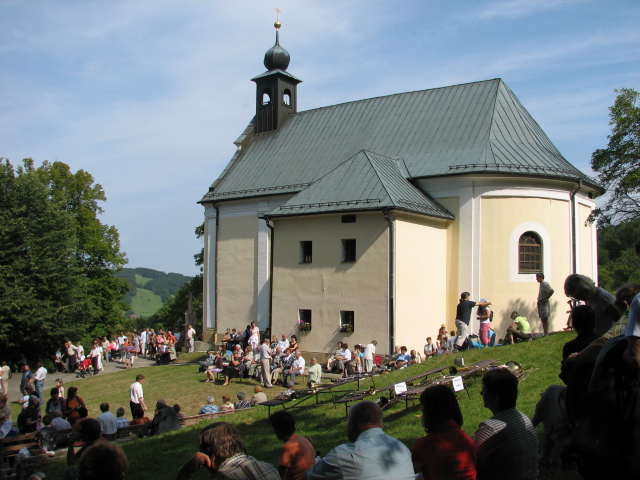
Kostel Panny Marie Sněžné v poutním areálu Malenisko